# حاکم هویی دوم چین
حاکم هویی از چین (به چینی: 秦惠公؛ مرگ ۳۸۷ پ. م)، فرمانروای ایالت چین در دودمان ژو از ۳۹۹ پ. م تا ۳۸۷ پ. م بود. ایالت چین در آینده همه کشور چین را یکپارچه ساخت و تبدیل به دودمان چین شد. نام اجدادی او یینگ (嬴) و حاکم هویی نام پسامرگ او بود. او دومین  فرمانروای چین با نام حاکم هویی بود.
حاکم هویی پسر حاکم جیان چین بود. حاکم جیان عموی حاکم لینگ، حاکم پیش از خود، بود. هنگامی که حاکم لینگ در سال ۴۱۵ پ. م درگذشت، تاج و تخت به جای پسرش، حاکم شیان، به عمویش حاکم جیان رسید. حاکم جیان ۱۵ سال سلطنت کرد و پس از آن حاکم هویی به تخت نشست.
در ۳۸۷ پ. م، سیزدهمین سال سلطنت حاکم هویی، چین به ایالت شو حمله کرد و شهر نانژنگ را تصرف کرد. در اواخر همان سال، حاکم هویی درگذشت و پسر کودکش، چوزی دوم، جانشین او شد. زمانی که چوزی جانشین پدرش به عنوان فرمانروای چین شد، او یک یا دو ساله بود و ایالت چین عملاً توسط مادرش، حاکمه شیائوژو، اداره می‌شد. در ۳۸۵ پ. م، دومین سال سلطنت چوزی، وزیر جون گای (菌改) علیه چوزی و حاکمه شورید. او نیروهای خود را برای همراهی حاکم شیان به چین که در آن زمان به ایالت وی تبعید شده بود، رهبری کرد، جون گای چوزی و مادرش را کشت و حاکم شیان را بر تخت نشاند.